# Vladimir Tadej
Vladimir Tadej (Novska, 9. svibnja 1925. – Zagreb, 1. ožujka 2017.) bio je hrvatski filmski redatelj i scenograf.

## Životopis
Rođen je u Novskoj 9. svibnja 1925. Studirao je arhitekturu na Tehničkom fakultetu u Zagrebu, scenografiju je usavršio u studiju Barrandov u Pragu. Kao najistaknutiji hrvatski filmski scenograf radio je na stotinjak filmova, u rasponu od realističkih i rekonstrukcijskih scenografija (Bakonja fra Brne, Fedor Hanžeković, 1951.; Izgubljena olovka, Fedor Škubonja, 1960.; Bitka na Neretvi, Veljko Bulajić, 1969.; U gori raste zelen bor, Antun Vrdoljak, 1971.), do naturalističkih (Tri Ane, Branko Bauer, 1959.) te esteticističkih, građanskih i modernih dizajna (Jubilej gospodina Ikla, Vatroslav Mimica, 1955.; Samo ljudi, Branko Bauer, 1957.; Pustolov pred vratima, Šime Šimatović, 1961.; Kaja, ubit ću te!, Vatroslav Mimica, 1967.). Bio je koscenarist više animiranih filmova (u suradnji s Vatroslavom Mimicom), a režirao je animirani film Sve želje svijeta (1966.). 
Među osam cjelovečernjih igranih filmova koje je režirao osobito se ističu oni za djecu: Družba Pere Kvržice (1970.), Hajdučka vremena (1977.), Tajna starog tavana (1984.) i Kanjon opasnih igara (1998., i TV serija). Ostali igrani filmovi: Žuta (1973.), Hitler iz našeg sokaka (1975.), Pakleni otok (1979.), Anticasanova (1985.). Za televiziju režirao je nekoliko igranih serija te brojne dokumentarne filmove i serije, od kojih više od 40 tijekom Domovinskoga rata. Dobitnik je Nagrade »Vladimir Nazor« za životno djelo (2004.).